# 奈良県第4区
奈良県第4区（ならけんだい4く）は、日本の衆議院議員総選挙における選挙区。1994年（平成6年）の公職選挙法改正で設置され、2017年に廃止された。全域が新しい奈良県第3区となった。

## 区域
2017年（平成29年）の公職選挙法改正で廃止され、3区に移行した。
2013年（平成25年）公職選挙法改正から2017年の小選挙区改定までの区域は以下のとおりである。
- 橿原市
- 桜井市
- 五條市
- 宇陀市
- 宇陀郡
- 高市郡
- 吉野郡

1994年（平成6年）公職選挙法改正から2013年の小選挙区改定までの区域は以下のとおりである。
- 橿原市
- 桜井市
- 五條市
- 宇陀郡
- 高市郡
- 吉野郡

## 歴史
初の小選挙区の選挙であった第41回総選挙は票差が僅かに約600余りと大激戦であった。共に中選挙区での現職であった自民党の田野瀬良太郎とかつて自民党に所属し、当時新進党から出馬した前田武志の保守対決が繰り繰り広げられた。開票開始から開票率95%を超えるまでも田野瀬が前田をリードしていたが、最後は開票率100%の時点で前田が田野瀬を逆転した。誤って田野瀬に当確を出した民放局があった程であった。重複立候補をせずに臨んだ前田に対し、比例区でも重複立候補をしていた田野瀬は「選挙区で負ければ比例で当選しても辞退する」と宣言して選挙戦を戦っていたため、まさかの敗戦を喫した田野瀬は一度は当選辞退の意向を表明した（法的に当選辞退を行うことが不可能であることをマスコミ等から指摘され後に撤回）。
その後は田野瀬の勝利が続いているが、民主党系の保守勢力も依然として強い。2005年総選挙では参議院に転出した前田の後継として元自民党県議の森下豊が田野瀬の対抗候補として民主党から出馬した。郵政選挙の追い風もあり田野瀬の勝利に終わるも森下は後の2007年10月に選挙区の大票田である橿原市の市長選挙に転じ自民党が応援する現職候補を破って当選し、改めて民主支持層が強いことを印象付けた。また2007年の参院選においては自民党公認候補として奈良4区にあたる桜井市選出の元県議松井正剛が出馬したにもかかわらず、同選挙区の得票において松井は民主党の中村哲治に敗れている（結果、全県的には中村が約10万票の差で圧勝）。以上の状況からも田野瀬の選挙基盤が磐石であるとは言い難い。2004年の参院選の集会において自民党の地区支部長でありながら田野瀬が「比例は公明」と訴える姿が報道されたり、3,000名を超える自身の後援会名簿を公明党本部への提出したことを告白するなど、公明党・創価学会との蜜月な関係が見られる。
2009年の選挙では前田武志の側近秘書であった大西孝典の出馬で再び接戦となったが、田野瀬が約1,800票差で辛くも勝利し、奈良県唯一の自民党の選挙区獲得議席となった。
2012年以降の2回の選挙は田野瀬良太郎の次男である田野瀬太道が父の地盤を継ぎ圧勝した。
2017年6月9日に改正公職選挙法が成立し、同年7月15日に施行されて、奈良県第4区は廃止された。廃止に伴い、田野瀬は奈良県第3区に移った。田野瀬はその後も当選を続けている。

## 小選挙区選出議員
| 選挙名                 | 年     | 当選者       | 党派       |
| ---------------------- | ------ | ------------ | ---------- |
| 第41回衆議院議員総選挙 | 1996年 | 前田武志     | 新進党     |
| 第42回衆議院議員総選挙 | 2000年 | 田野瀬良太郎 | 自由民主党 |
| 第43回衆議院議員総選挙 | 2003年 | 田野瀬良太郎 | 自由民主党 |
| 第44回衆議院議員総選挙 | 2005年 | 田野瀬良太郎 | 自由民主党 |
| 第45回衆議院議員総選挙 | 2009年 | 田野瀬良太郎 | 自由民主党 |
| 第46回衆議院議員総選挙 | 2012年 | 田野瀬太道   | 自由民主党 |
| 第47回衆議院議員総選挙 | 2014年 | 田野瀬太道   | 自由民主党 |

## 選挙結果
時の内閣：第2次安倍改造内閣 解散日：2014年11月21日 公示日：2014年12月2日
当日有権者数：25万9318人 最終投票率：56.52%（前回比：7.02%） （全国投票率：52.66%（6.66%））
| 当落 | 候補者名   | 年齢 | 所属党派   | 新旧 | 得票数   | 得票率 | 惜敗率 | 推薦・支持 | 重複 |
| ---- | ---------- | ---- | ---------- | ---- | -------- | ------ | ------ | ---------- | ---- |
| 当   | 田野瀬太道 | 40   | 自由民主党 | 前   | 86,442票 | 61.25% | ――     | 公明党     | ○    |
|      | 大西孝典   | 58   | 民主党     | 元   | 42,050票 | 29.79% | 48.65% |            | ○    |
|      | 山崎タヨ   | 64   | 日本共産党 | 新   | 12,643票 | 8.96%  | 14.63% |            |      |

時の内閣：野田第3次改造内閣 解散日：2012年11月16日 公示日：2012年12月4日
当日有権者数：26万3526人 最終投票率：63.54%（前回比：9.69%） （全国投票率：59.32%（9.96%））
| 当落 | 候補者名   | 年齢 | 所属党派     | 新旧 | 得票数   | 得票率 | 惜敗率 | 推薦・支持 | 重複 |
| ---- | ---------- | ---- | ------------ | ---- | -------- | ------ | ------ | ---------- | ---- |
| 当   | 田野瀬太道 | 38   | 自由民主党   | 新   | 82,125票 | 50.55% | ――     | 公明党     | ○    |
|      | 松浪武久   | 45   | 日本維新の会 | 新   | 35,969票 | 22.14% | 43.80% | みんなの党 | ○    |
|      | 大西孝典   | 56   | 民主党       | 前   | 35,636票 | 21.94% | 43.39% |            | ○    |
|      | 山崎タヨ   | 62   | 日本共産党   | 新   | 8,723票  | 5.37%  | 10.62% |            |      |

- 松浪は、平成27年4月の大阪府議会議員選挙で当選（泉佐野・熊取町選挙区）。

時の内閣：麻生内閣 解散日：2009年7月21日 公示日：2009年8月18日
当日有権者数：26万9294人 最終投票率：73.23%（前回比：1.38%） （全国投票率：69.28%（1.77%））
| 当落 | 候補者名     | 年齢 | 所属党派   | 新旧 | 得票数   | 得票率 | 惜敗率 | 推薦・支持 | 重複 |
| ---- | ------------ | ---- | ---------- | ---- | -------- | ------ | ------ | ---------- | ---- |
| 当   | 田野瀬良太郎 | 65   | 自由民主党 | 前   | 95,638票 | 49.65% | ――     |            | ○    |
| 比当 | 大西孝典     | 53   | 民主党     | 新   | 93,803票 | 48.70% | 98.08% |            | ○    |
|      | 赤松明宏     | 52   | 幸福実現党 | 新   | 3,170票  | 1.65%  | 3.31%  |            |      |

時の内閣：第2次小泉改造内閣 解散日：2005年8月8日 公示日：2005年8月30日
当日有権者数：27万4324人 最終投票率：71.85%（前回比：6.06%） （全国投票率：67.51%（7.65%））
| 当落 | 候補者名     | 年齢 | 所属党派   | 新旧 | 得票数    | 得票率 | 惜敗率 | 推薦・支持 | 重複 |
| ---- | ------------ | ---- | ---------- | ---- | --------- | ------ | ------ | ---------- | ---- |
| 当   | 田野瀬良太郎 | 61   | 自由民主党 | 前   | 107,014票 | 55.54% | ――     |            | ○    |
|      | 森下豊       | 47   | 民主党     | 新   | 76,031票  | 39.46% | 71.05% |            | ○    |
|      | 青木光治     | 46   | 日本共産党 | 新   | 9,624票   | 5.00%  | 8.99%  |            |      |

時の内閣：第1次小泉第2次改造内閣 解散日：2003年10月10日 公示日：2003年10月28日
当日有権者数：27万5785人 最終投票率：65.79%（前回比：2.96%） （全国投票率：59.86%（2.63%））
| 当落 | 候補者名     | 年齢 | 所属党派   | 新旧 | 得票数    | 得票率 | 惜敗率 | 推薦・支持 | 重複 |
| ---- | ------------ | ---- | ---------- | ---- | --------- | ------ | ------ | ---------- | ---- |
| 当   | 田野瀬良太郎 | 60   | 自由民主党 | 前   | 112,714票 | 65.38% | ――     |            | ○    |
|      | 山本直子     | 50   | 民主党     | 新   | 49,077票  | 28.47% | 43.54% |            | ○    |
|      | 一瀬則保     | 36   | 日本共産党 | 新   | 10,614票  | 6.16%  | 9.42%  |            |      |

時の内閣：第1次森内閣 解散日：2000年6月2日 公示日：2000年6月13日
当日有権者数：27万7197人 最終投票率：68.75%（前回比：1.44%） （全国投票率：62.49%（2.84%））
| 当落 | 候補者名     | 年齢 | 所属党派   | 新旧 | 得票数   | 得票率 | 惜敗率 | 推薦・支持 | 重複 |
| ---- | ------------ | ---- | ---------- | ---- | -------- | ------ | ------ | ---------- | ---- |
| 当   | 田野瀬良太郎 | 58   | 自由民主党 | 前   | 93,108票 | 50.13% | ――     |            | ○    |
|      | 前田武志     | 62   | 民主党     | 前   | 80,674票 | 43.43% | 86.65% |            | ○    |
|      | 田村幹夫     | 47   | 日本共産党 | 新   | 11,969票 | 6.44%  | 12.85% |            |      |

- 前田は第20回参議院議員通常選挙へ立候補し、当選。

時の内閣：第1次橋本内閣 解散日：1996年9月27日 公示日：1996年10月8日
当日有権者数：27万4445人 最終投票率：67.31% （全国投票率：59.65%（8.11%））
| 当落 | 候補者名     | 年齢 | 所属党派   | 新旧 | 得票数   | 得票率 | 惜敗率 | 推薦・支持 | 重複 |
| ---- | ------------ | ---- | ---------- | ---- | -------- | ------ | ------ | ---------- | ---- |
| 当   | 前田武志     | 58   | 新進党     | 前   | 80,397票 | 44.58% | ――     |            |      |
| 比当 | 田野瀬良太郎 | 52   | 自由民主党 | 前   | 79,759票 | 44.23% | 99.21% |            | ○    |
|      | 樋口兼三郎   | 55   | 日本共産党 | 新   | 12,058票 | 6.69%  | 15.00% |            |      |
|      | 村田光       | 31   | 民主党     | 新   | 8,111票  | 4.50%  | 10.09% |            | ○    |